# Conversana reversa
Conversana reversa är en insektsart som beskrevs av Delong 1967. Conversana reversa ingår i släktet Conversana och familjen dvärgstritar. Inga underarter finns listade i Catalogue of Life.